# Polystichum incongruum
Polystichum incongruum là một loài dương xỉ trong họ Dryopteridaceae. Loài này được J.P. Roux mô tả khoa học đầu tiên..
Danh pháp khoa học của loài này chưa được làm sáng tỏ. 